# Машински факултет Универзитета у Бањој Луци
Машински факултет Универзитета у Бањој Луци је образовно-научна установа у склопу Универзитета у Бањој Луци у Републици Српској.
Организација студија на Факултету је од наставне 2007/2008. године прилагођена Болоњском процесу. Студирање је организовано у 5 студијских програма:
- Производно машинство
- Енергетско и саобраћајно машинство
- Мехатроника
- Индустријско инжењерство и менаџмент
- Заштита на раду

На сваком од програма студентима се пружа могућност основних дипломских студија у трајању од 3 године и студије 1. степена које трају 2 године.

## Историја
Машински факултет Универзитета у Бањој Луци је настао отварањем одељења Машинског факултета Универзитета у Сарајеву у Бањој Луци 1971. године. Студенти су могли да се одлуче између два смера: Производни и Конструкциони одсек. Предвиђено је да студенти овде могу завршити прве две године студија. Године 1973 уведена је могућност студирања друга четири семестра машинских студија у Бањој Луци на оба смера.
Наредне, 1975. године, факултет је и званично отворен осамостаљењем одељења, те је Машински факултет Бањалука ушао у састав Универзитета у Бањалуци који се тада управо формирао.
Следеће године је отворен нови смер: Погонско-енергетско машинство у трајању од четири године, односно осам семестара. Такође је отворен први виши степен студија од 4 семестра на постојећем производном и новоотвореном Погонско-енергетском смеру.
У наставној 1990/1991. години реформисан је наставни план и програм. Факултет је поседовао два смера: Производно машинство и Термотехника и моторизација. Дипломске студије су на сваком од смерова трајале 9 семестара, док су студије првог степена као наставак дипломских студија продужене да трају 5 семестара.
Наставне 2000/2001. године уведено је ново усмерење: Заштита на раду, у трајању од 8 семестара, а две године касније и усмерење: Механичка прерада дрвета у истом трајању.
2006/2007. године започео је пилот пројекат укључивања Факултета у Болоњски процес на три смера:
- Производно машинство
- Енергетско и саобраћајно машинство
- Индустријско инжењерство и менаџмент.

Следеће године је студирање по Болоњском процесу у потпуности прихваћено, преласком програма на организацију основних и студија 1. степена као 3+2. Од тада студенти могу да се одлуче између 5 студијских програма:
- Производно машинство
- Енергетско и саобраћајно машинство
- Мехатроника
- Индустријско инжењерство и менаџмент
- Заштита на раду

## Катедре
Оргнизација Факултета подељена је у 11 катедри:
- Катедра за аутоматизацију и механизацију
- Катедра за индустријско инжењерство и менаџмент
- Катедра за инжењерство заштите радне средине
- Катедра на матичном факултету
- Катедра за материјале, заваривање и металургију
- Катедра за механику и конструкције
- Катедра за моторе, возила и саобраћај
- Катедра за термотехнику
- Катедра за производне и рачунаром подржане технологије
- Катедра за технологију пластичности и обрадне системе
- Катедра за хидро и термоенергетику

## Лабораторије
Машински факултет поседује 14 лабораторија у којима се одвијају истраживања и практична настава:
- Лабораторија за технологију пластичности и обрадне системе
- Лабораторија за моторе и возила
- Лабораторија за нумеричке симулације (CFD)
- Лабораторија за енергетику
- Лабораторија за хидраулику и пнеуматику
- Лабораторија за технологију обраде резањем и обрадне системе
- Лабораторија за пројектовање технолошких процеса примјеном рачунара – CAPP (Computer Aided Process Planing)
- Лабораторија за мехатронику и роботику
- Лабораторија за аутоматизацију
- Лабораторија за мјерну технику
- Лабораторија за интегрисане менаџмент системе
- Лабораторија за материјале и заваривање
- Лабораторија за динамику машина
- Лабораторија за CAD и PLM системе